# Эссенциале
«Эссенциа́ле» («essentiale») — группа лекарственных средств с недоказанной эффективностью.
Производитель, компания Sanofi, позиционирует препараты как гепатопротекторы, однако клинических испытаний, которые доказывают его эффективность, не существует.

## Позиционирование
Позиционируется производителем как набор веществ на основе «эссенциальных» фосфолипидов, используемых в качестве «лекарственного» препарата − гепатопротектора. Согласно рекламным заявлениям производителей лекарственных средств под торговой маркой «Эссенциале», эти вещества якобы должны повышать устойчивость печени к патологическим воздействиям, усиливать её обезвреживающую функцию и способствовать восстановлению её функций при различных повреждениях.
Выпускаются французской фармацевтической компанией «Санофи-Авентис» («Sanofi-Aventis»), в вариантах «Эссенциале», «Эссенциале Н» и «Эссенциале форте Н», обычно в виде капсул. «Эссенциале Н» выпускается также и в виде раствора для инъекций (содержит только фосфолипиды).
Торговая марка «Эссенциале» периодически занимает первое место в рейтинге продаж лекарственных средств в России, особенно в периоды праздников. По данным Формулярного комитета Российской академии медицинских наук (РАМН) за первое полугодие 2008 года, определяющими факторами при реализации лекарственного средства «Эссенциале» в России являлась «традиционная приверженность».

## Состав
Лекарственные препараты торговой марки «Эссенциале» в качестве активного вещества содержат «эссенциальные» (необходимые, существенные) жировые сyбстaнции: фосфолипиды — диглицериновые эфиры холинофосфорной кислоты и ненасыщенных жирных кислот (линолевая — около 70 %, линоленовая и другие).
Сырьём для изготовления фoсфoлипидной фрaкции препарата служат соевые бобы.
Ранее, согласно справочной информации, препараты «Эссенциале» содержали ещё и пиридоксин, цианкобаламин, никотинамид и пантотеновую кислоту, а также рибофлавин и токоферол.

## Клинические исследования
С 1989 года было проведено пять клинических исследований. Первоначально предполагалось, что, возможно, фосфолипиды могут быть эффективны при алкогольной болезни печени и стеатозе печени иного происхождения, а также при приёме так называемых гепатотоксичных препаратов в качестве «лекарственного прикрытия». Однако в исследовании 2003 года медицинских центров по делам ветеранов США не было обнаружено никакого положительного влияния данных препаратов на функцию печени. Более того, было установлено, что при острых и хронических вирусных гепатитах эти препараты противопоказаны, так как могут способствовать усилению застоя жёлчи и активности воспаления.

## Показания к применению
По заявлениям производителя, лекарственные препараты торговой марки «Эссенциале» имеет множество показаний, в частности: гепатиты, дистрофия и цирроз печени, токсические поражения печени (в том числе связанные с диабетом и алкоголизмом).
Согласно некоторым публикациям, у больных ишемической болезнью сердца препарат положительно влияет на липидный спектр плазмы крови и показатели перекисного окисления липидов.

## Способ применения
На начальной стадии лечения препарат назначают в виде внутривенных капельных вливаний с одновременным приёмом препарата перорально. При положительных изменениях в состоянии больного терапию продолжают проводить с помощью капсул. Курс лечения, как правило, растягивается на три месяца. При необходимости допускается повтор или продолжение лечебного курса.

## Побочное действие
Побочные эффекты — тошнота, дискомфорт в эпигастральной области и диарея — возникают редко.

## Эффективность
Ни один из так называемых «гепатопротекторов» не представлен в фармакопеях стран Северной Америки, Европы, Австралии и Новой Зеландии и не включён в клинические рекомендации — практические руководства для врачей и хирургов, которыми они пользуются для принятия решений по диагностике и лечению заболеваний, — поскольку эти препараты не подтвердили своей практической значимости.
В России «эссенциальные фосфолипиды» включены в клинические рекомендации по лечению неалкогольной болезни печени Российского общества по изучению печени (в рекомендациях упоминается единственное рандомизированное плацебо-контролируемое двойное слепое исследование с участием 29 пациентов). При этом формулярный комитет Российской академии медицинских наук (РАМН) приводил «Эссенциале» в списке популярных препаратов с недоказанной эффективностью.